# پدروی سوم، پادشاه آراگون
پدروی سوم آراگون (انگلیسی: Peter III of Aragon; ح. ۱۲۳۹ – ۱۱ نوامبر ۱۲۸۵ (۴۵−۴۶ سال)) پادشاه اهل تاج آراگون بود. وی به پیتر کبیر معروف بود. وی پادشاه آراگون و والنسیا و کنت بارسلونا بود.